# Тома Захариев (футболист)
Тома Захариев е български футболист и треньор.

## Биография
Роден е на 14 януари 1926 г. във Варна. Състезава се в „Шипченски сокол“ и „Спартак“ Варна като нападател – ляво крило, в периода 1943 – 1949 и 1953 – 1957 г. Има 47 мача и 6 гола за „Спартак“ Варна в А група. Печели трето място през 1955 г. и е полуфиналист в държавното първенството през 1945, 1946 и 1948 г. Включен е в националния отбор за Балканското първенство през 1947 г. В периода 1950 – 1952 г. играе в „Славия“ София, с който като капитан печели Националната купа през 1952 г.
В периода 1958 – 1964 г. е треньор на „Спартак“ Варна в А група. През 1961 г. отборът играе за първи път на финала за националната купа, който е загубен с 0:3 от ЦСКА София. Същата година отборът участва в европейския турнир за Купата на носителите на купи. „Спартак“ Варна играе срещу „Рапид“ Виена.
През сезон 1964/1965 г. е треньор на юношите на „Спартак“, а от 1965 до 1967 г. е треньор на „Волов“ Шумен. Приключва кариерата си като треньор на „Спартак“ Варна (1967 – 1969).
Умира на 15 ноември 2010 г.